# Arhipelagul Florida Keys

Harta comitatului Monroe a statului indicând Arhipelagul Key West în întregime.

Arhipelagul Florida Keys este un arhipelag din statul Florida, Statele Unite ale Americii. Arhipelagul, care este situat în extremitatea sudică a peninsulei omonime, Florida, este totodată și partea cea mai sudică a comitatului Monroe. Doar câteva din insulele cele mai nordice ale arhipelagului aparțin comitatului vecin, Miami-Dade.
Lanțul prelung și arcuit al insulelor care alcătuiesc Arhipelagul Florida Keys se împarte în trei părți distincte, Upper Keys, Middle Keys și Lower Keys. Fiecare are un caracter distinct, atrăgând turiștii pentru motive similare dar și diferite.